# H-alfa
H-alfa (Hα) je specifická červená (viditelná) spektrální čára o vlnové délce 656,28 nm vytvářená vodíkem. Vznikne, když vodíkový elektron klesne ze třetí na druhou nejnižší energetickou hladinu. Pro člověka je obtížné vidět H-alfa v noci, ale vzhledem k množství vodíku ve vesmíru se H-alfa často stává nejjasnější vlnovou délkou viditelného světla ve hvězdné astronomii.